# Violetta en vivo
Violetta en Vivo ist die erste Konzerttournee der Darsteller der argentinischen Fernsehserie Violetta. Das Konzert besteht aus mehreren Liedern, darunter auch die Lieder En mi Mundo, Juntos Somos Más und Te Creo. Zwischen 13. Juli 2013 und 4. März 2014 fanden 199 Konzerte in Europa und Lateinamerika statt. Es wurden fast eine Million Tickets verkauft, davon rund 150.000 in Spanien.

## Songliste
Buenos Aires (2013)
1. Eröffnung/Hoy Somos Más (Cast)
2. Tienes el talento (Cast)
3. Euforia (Cast)
4. Habla Si puedes (Martina Stoessel)
5. Podemos (Martina Stoessel und Jorge Blanco)
6. Ahí estaré (Mercedes Lambre und Facundo Gambandé)
7. Are You Ready For The Ride? (Facundo Gambandé, Jorge Blanco, Nicolás Garnier, Samuel Nascimento, Diego Domínguez und Xabiani Ponce De León)
8. Veo Veo (Martina Stoessel, Lodovica Comello und Candelaria Molfese)
9. Voy Por Ti – Acapella (Diego Domínguez)
10. Voy Por Ti (Jorge Blanco)
11. Peligrosamente Bellas (Mercedes Lambre und Alba Rico)
12. Yo Soy Así (Diego Domínguez)
13. Como Quieres (Martina Stoessel)
14. Junto A Ti (Martina Stoessel, Lodovica Comello und Candelaria Molfese)
15. Te esperaré (Jorge Blanco)
16. On Beat (Cast)
17. Juntos Somos Más (Cast)
18. En Mi Mundo – Acapella (Martina Stoessel)
19. Ser Mejor (Cast)
20. Te Creo (Martina Stoessel)
21. En mi mundo (Cast)

Lateinamerika
1. Eröffnung/Hoy Somos Más (Cast)
2. Tienes el talento (Cast)
3. Euforia (Cast)
4. Habla Si puedes (Martina Stoessel)
5. Podemos (Martina Stoessel und Jorge Blanco)
6. Ahí estaré (Mercedes Lambre und Facundo Gambandé)
7. Are You Ready For The Ride? (Facundo Gambandé, Jorge Blanco, Nicolás Garnier, Samuel Nascimento, Diego Domínguez und Xabiani Ponce De León)
8. Alcancemos Las Estrellas (Martina Stoessel, Lodovica Comello, Candelaria Molfese, Mercedes Lambre und Alba Rico)
9. Voy Por Ti – Acapella (Diego Domínguez)
10. Voy Por Ti (Jorge Blanco)
11. Nuestro Camino (Martina Stoessel und Jorge Blanco)
12. Veo Veo (Martina Stoessel, Lodovica Comello und Candelaria Molfese)
13. Peligrosamente Bellas (Mercedes Lambre und Alba Rico)
14. Entre dos Mundos (Jorge Blanco)
15. Te Fazer Feliz (Samuel Nascimento, Jorge Blanco, Nicolás Garnier und Facundo Gambandé)
16. Yo Soy Así (Diego Domínguez)
17. Como Quieres (Martina Stoessel)
18. Junto A Ti (Martina Stoessel, Lodovica Comello y Candelaria Molfese)
19. Tu foto de Verano (Facundo Gambandé, Jorge Blanco, Nicolás Garnier, Samuel Nascimento, Diego Domínguez und Xabiani Ponce De León)
20. Te esperaré (Jorge Blanco)
21. On Beat (Cast)
22. Juntos Somos Más (Cast)
23. En Mi Mundo – Acapella (Martina Stoessel)
24. Ser Mejor (Cast)
25. Te Creo (Martina Stoessel)
26. En mi mundo (Cast)

Europa und Buenos Aires (2014)
1. Eröffnung/Hoy Somos Más (Cast)
2. Tienes el talento (Cast)
3. Euforia (Cast)
4. Habla Si puedes (Martina Stoessel)
5. Podemos (Martina Stoessel und Jorge Blanco)
6. Ahí estaré (Mercedes Lambre und Facundo Gambandé)
7. Are You Ready For The Ride? (Facundo Gambandé, Jorge Blanco, Nicolás Garnier, Samuel Nascimento, Diego Domínguez und Xabiani Ponce De León)
8. Alcancemos Las Estrellas (Martina Stoessel, Lodovica Comello, Candelaria Molfese, Mercedes Lambre und Alba Rico)
9. Voy Por Ti – Acapella (Diego Domínguez)
10. Voy Por Ti (Jorge Blanco)
11. Nuestro Camino (Martina Stoessel und Jorge Blanco)
12. Veo Veo (Martina Stoessel, Lodovica Comello und Candelaria Molfese)
13. Luz, Camara y Acción (Ruggero Pasquarelli) (Nur in Spanien, Buenos Aires und Italien)
14. Entre dos Mundos (Jorge Blanco)
15. Peligrosamente Bellas (Mercedes Lambre und Alba Rico)
16. Yo Soy Así (Diego Domínguez)
17. Como Quieres (Martina Stoessel)
18. Vieni e canta[2] (Ruggero Pasquarelli und Lodovica Comello) (Nur in Italien and Buenos Aires)
19. Junto A Ti (Martina Stoessel, Lodovica Comello und Candelaria Molfese)
20. Tu foto de Verano (Facundo Gambandé, Jorge Blanco, Nicolás Garnier, Samuel Nascimento, Diego Domínguez und Xabiani Ponce De León)
21. Te esperaré (Jorge Blanco)
22. On Beat (Cast)
23. Juntos Somos Más (Cast)
24. Nel mio mondo – Acapella (Martina Stoessel)
25. Ser Mejor (Cast)
26. Te Creo (Martina Stoessel)
27. Nel mio mondo (Cast)

## Tourdaten
| Datum              | Stadt           | Land        | Standort                                      |
| ------------------ | --------------- | ----------- | --------------------------------------------- |
| Lateinamerika      |                 |             |                                               |
| 13. Juli 2013      | Buenos Aires    | Argentinien | Teatro Gran Rex                               |
| 14. Juli 2013      | Buenos Aires    | Argentinien | Teatro Gran Rex                               |
| 16. Juli 2013      | Buenos Aires    | Argentinien | Teatro Gran Rex                               |
| 17. Juli 2013      | Buenos Aires    | Argentinien | Teatro Gran Rex                               |
| 18. Juli 2013      | Buenos Aires    | Argentinien | Teatro Gran Rex                               |
| 19. Juli 2013      | Buenos Aires    | Argentinien | Teatro Gran Rex                               |
| 20. Juli 2013      | Buenos Aires    | Argentinien | Teatro Gran Rex                               |
| 21. Juli 2013      | Buenos Aires    | Argentinien | Teatro Gran Rex                               |
| 23. Juli 2013      | Buenos Aires    | Argentinien | Teatro Gran Rex                               |
| 24. Juli 2013      | Buenos Aires    | Argentinien | Teatro Gran Rex                               |
| 25. Juli 2013      | Buenos Aires    | Argentinien | Teatro Gran Rex                               |
| 26. Juli 2013      | Buenos Aires    | Argentinien | Teatro Gran Rex                               |
| 27. Juli 2013      | Buenos Aires    | Argentinien | Teatro Gran Rex                               |
| 28. Juli 2013      | Buenos Aires    | Argentinien | Teatro Gran Rex                               |
| 2. August 2013     | Buenos Aires    | Argentinien | Teatro Gran Rex                               |
| 3. August 2013     | Buenos Aires    | Argentinien | Teatro Gran Rex                               |
| 4. August 2013     | Buenos Aires    | Argentinien | Teatro Gran Rex                               |
| 9. August 2013     | Buenos Aires    | Argentinien | Teatro Gran Rex                               |
| 10. August 2013    | Buenos Aires    | Argentinien | Teatro Gran Rex                               |
| 11. August 2013    | Buenos Aires    | Argentinien | Teatro Gran Rex                               |
| 15. August 2013    | Buenos Aires    | Argentinien | Teatro Gran Rex                               |
| 16. August 2013    | Buenos Aires    | Argentinien | Teatro Gran Rex                               |
| 17. August 2013    | Buenos Aires    | Argentinien | Teatro Gran Rex                               |
| 18. August 2013    | Buenos Aires    | Argentinien | Teatro Gran Rex                               |
| 23. August 2013    | Buenos Aires    | Argentinien | Teatro Gran Rex                               |
| 24. August 2013    | Buenos Aires    | Argentinien | Teatro Gran Rex                               |
| 25. August 2013    | Buenos Aires    | Argentinien | Teatro Gran Rex                               |
| 27. August 2013    | Buenos Aires    | Argentinien | Teatro Gran Rex                               |
| 30. August 2013    | Buenos Aires    | Argentinien | Teatro Gran Rex                               |
| 31. August 2013    | Buenos Aires    | Argentinien | Teatro Gran Rex                               |
| 1. September 2013  | Buenos Aires    | Argentinien | Teatro Gran Rex                               |
| 5. September 2013  | Buenos Aires    | Argentinien | Teatro Gran Rex                               |
| 6. September 2013  | Buenos Aires    | Argentinien | Teatro Gran Rex                               |
| 7. September 2013  | Buenos Aires    | Argentinien | Teatro Gran Rex                               |
| 8. September 2013  | Buenos Aires    | Argentinien | Teatro Gran Rex                               |
| 10. September 2013 | Buenos Aires    | Argentinien | Teatro Gran Rex                               |
| 11. September 2013 | Buenos Aires    | Argentinien | Teatro Gran Rex                               |
| 14. September 2013 | Buenos Aires    | Argentinien | Teatro Gran Rex                               |
| 15. September 2013 | Buenos Aires    | Argentinien | Teatro Gran Rex                               |
| 28. September 2013 | Asunción        | Paraguay    | Polideportivo del Club Sol de América         |
| 29. September 2013 | Asunción        | Paraguay    | Polideportivo del Club Sol de América         |
| 3. Oktober 2013    | Santa Fe        | Argentinien | Estadio Cubierto del Club Unión               |
| 4. Oktober 2013    | Santa Fe        | Argentinien | Estadio Cubierto del Club Unión               |
| 6. Oktober 2013    | Rosario         | Argentinien | Metropolitano                                 |
| 7. Oktober 2013    | Rosario         | Argentinien | Metropolitano                                 |
| 9. Oktober 2013    | Neuquén         | Argentinien | Estadio Ruca Che                              |
| 11. Oktober 2013   | Santiago        | Chile       | Movistar Arena                                |
| 12. Oktober 2013   | Santiago        | Chile       | Movistar Arena                                |
| 13. Oktober 2013   | Santiago        | Chile       | Movistar Arena                                |
| 16. Oktober 2013   | Mendoza         | Argentinien | Arena Maipú                                   |
| 17. Oktober 2013   | Mendoza         | Argentinien | Arena Maipú                                   |
| 19. Oktober 2013   | Córdoba         | Argentinien | Orfeo Superdomo                               |
| 20. Oktober 2013   | Córdoba         | Argentinien | Orfeo Superdomo                               |
| 21. Oktober 2013   | Córdoba         | Argentinien | Orfeo Superdomo                               |
| 26. Oktober 2013   | São Paulo       | Brasilien   | Credicard Hall                                |
| 27. Oktober 2013   | São Paulo       | Brasilien   | Credicard Hall                                |
| 28. Oktober 2013   | São Paulo       | Brasilien   | Credicard Hall                                |
| 2. November 2013   | Montevideo      | Uruguay     | Teatro de Verano                              |
| 3. November 2013   | Montevideo      | Uruguay     | Teatro de Verano                              |
| 6. November 2013   | Lima            | Peru        | Jockey Club                                   |
| 8. November 2013   | Mexiko-Stadt    | Mexiko      | Auditorio Nacional                            |
| 9. November 2013   | Mexiko-Stadt    | Mexiko      | Auditorio Nacional                            |
| 10. November 2013  | Mexiko-Stadt    | Mexiko      | Auditorio Nacional                            |
| 13. November 2013  | Guatemala-Stadt | Guatemala   | Domo Polideportivo Zona 13                    |
| 15. November 2013  | Valencia        | Venezuela   | Forum de Valencia                             |
| 16. November 2013  | Caracas         | Venezuela   | Poliedro de Caracas                           |
| 17. November 2013  | Caracas         | Venezuela   | Poliedro de Caracas                           |
| Europa             |                 |             |                                               |
| 29. November 2013  | Barcelona       | Spanien     | Palau Sant Jordi                              |
| 30. November 2013  | Barcelona       | Spanien     | Palau Sant Jordi                              |
| 1. Dezember 2013   | Barcelona       | Spanien     | Palau Sant Jordi                              |
| 4. Dezember 2013   | Bilbao          | Spanien     | Bilbao Arena Miribilla                        |
| 5. Dezember 2013   | Bilbao          | Spanien     | Bilbao Arena Miribilla                        |
| 6. Dezember 2013   | Bilbao          | Spanien     | Bilbao Arena Miribilla                        |
| 7. Dezember 2013   | Madrid          | Spanien     | Palacio de Deportes                           |
| 8. Dezember 2013   | Madrid          | Spanien     | Palacio de Deportes                           |
| 10. Dezember 2013  | Sevilla         | Spanien     | Palacio de Deportes San Pablo                 |
| 12. Dezember 2013  | Valencia        | Spanien     | Pabellón Fuente de San Luis                   |
| 13. Dezember 2013  | Valencia        | Spanien     | Pabellón Fuente de San Luis                   |
| 14. Dezember 2013  | Málaga          | Spanien     | Palacio de Deportes José María Martín Carpena |
| 15. Dezember 2013  | Málaga          | Spanien     | Palacio de Deportes José María Martín Carpena |
| 3. Januar 2014     | Mailand         | Italien     | Mediolanum Forum                              |
| 4. Januar 2014     | Mailand         | Italien     | Mediolanum Forum                              |
| 5. Januar 2014     | Mailand         | Italien     | Mediolanum Forum                              |
| 6. Januar 2014     | Bologna         | Italien     | Unipol Arena                                  |
| 10. Januar 2014    | Rom             | Italien     | PalaLottomatica                               |
| 11. Januar 2014    | Rom             | Italien     | PalaLottomatica                               |
| 12. Januar 2014    | Rom             | Italien     | PalaLottomatica                               |
| 15. Januar 2014    | Paris           | Frankreich  | Le Grand Rex                                  |
| 17. Januar 2014    | Paris           | Frankreich  | Le Grand Rex                                  |
| 18. Januar 2014    | Paris           | Frankreich  | Le Grand Rex                                  |
| 19. Januar 2014    | Paris           | Frankreich  | Le Grand Rex                                  |
| 21. Januar 2014    | Neapel          | Italien     | PalaPartenope                                 |
| 22. Januar 2014    | Neapel          | Italien     | PalaPartenope                                 |
| 23. Januar 2014    | Neapel          | Italien     | PalaPartenope                                 |
| 25. Januar 2014    | Catania         | Italien     | PalaCatania                                   |
| 26. Januar 2014    | Catania         | Italien     | PalaCatania                                   |
| 28. Januar 2014    | Padua           | Italien     | PalaFabris                                    |
| 29. Januar 2014    | Padua           | Italien     | PalaFabris                                    |
| 31. Januar 2014    | Florenz         | Italien     | Nelson Mandela Forum                          |
| 1. Februar 2014    | Florenz         | Italien     | Nelson Mandela Forum                          |
| 2. Februar 2014    | Turin           | Italien     | Palasport Olimpico                            |
| Lateinamerika      |                 |             |                                               |
| 28. Februar 2014   | Buenos Aires    | Argentinien | Luna Park                                     |
| 1. März 2014       | Buenos Aires    | Argentinien | Luna Park                                     |
| 2. März 2014       | Buenos Aires    | Argentinien | Luna Park                                     |
| 3. März 2014       | Buenos Aires    | Argentinien | Luna Park                                     |
| 4. März 2014       | Buenos Aires    | Argentinien | Luna Park                                     |

## Merchandising
Film
Album
Zur Konzertreihe erschien mit Violetta en Vivo auch ein Album, das mehrere Songs des Konzerts enthält. Daneben sind auf einer DVD Karaoke-Versionen der Lieder zum Selbersingen zu finden.

## TV-Special
Am 7. Dezember 2013 zeigte der lateinamerikanische und Brasilien Disney Channel das TV-Spezial Lo mejor de Violetta en vivo en Buenos Aires. Gezeigt wurden darin Interviews und die Lieder Ahí Estare, Peligrosamente Bellas, Yo Soy Así und Te Esperare.

## Bemerkungen
1. ↑  Ruggero Pasquarelli wirkte nur bei den Konzerten in Spanien, Frankreich und Italien mit.
2. ↑  Das erste Konzert in Uruguay wurde aufgrund eines Sturms vom 1. November 2013 auf den 3. November 2013 verlegt